# Re di Roma

Re di Roma (Koning van Rome) is een metrostation onder het gelijknamige plein in het stadsdeel municipio VII van de Italiaanse hoofdstad Rome. Het station werd geopend op 19 februari 1980 en wordt bediend door lijn A van de metro van Rome.

## Geschiedenis
De eerste plannen voor een metrostation onder de Piazza Re di Roma dateren uit 1941 toen twee lijnen er een halte zouden krijgen. Metro lijn A zou ten zuiden van Re di Roma ten oosten van de Città dell esposizione naar Lido d'Ostia lopen, de andere lijn was bedoeld voor de verbinding tussen San Giovanni en het vliegveld, destijds Ciampino, met een aftakking naar Cinecittà. Na de Tweede Wereldoorlog werd de bouw van de metro hervat met de afbouw van lijn B tussen Termini en de Città dell esposizione. Na de opening hiervan in 1955 volgde de uitwerking van lijn A. Het vliegveld bij Ciampino zou eind jaren 50 verplaatst worden naar Fiumicino en de toenemende verkeersopstoppingen leidde tot de wens om de tram naar Cinecittà van straat te halen om het wegverkeer meer ruimte te geven. Het tracébesluit van 1959 kende dan ook nog maar een lijn bij Re di Roma die het deel van lijn A onder de binnenstad koppelde aan de lijn met de aftakking naar Cinecitta, terwijl het traject naar Ostia werd geschrapt. De bouw begon in 1963 maar de oplevering vond pas plaats in 1979, ruim 12 jaar na de geplande datum. 

## Inrichting
De verdeelhal vlak onder het plein werd in een openbouwput gebouwd, maar de metrotunnels werden, in afwijking van het ontwerp uit 1959, geboord. Het besluit om een tunnelboormachine (TBM) te gebruiken in plaats van bouwputten werd genomen toen in 1963 bleek dat de bouwputten een te grote hindernis vormden voor het wegverkeer. Het betekende dat de bouw 5 jaar stillag omdat de aansluitende tunnels bij Re di Roma opnieuw ontworpen moesten worden. Ten noorden van Re di Roma was de hinder vermeden maar trad wel schade op aan gebouwen door de trillingen van de TBM. De verdeelhal is vanaf de via Appia Nuova, via Cerveteri, via Pinerolo en via Vercelli met een trap bereikbaar, midden op het plein is een toegang met zowel een trap als een lift. De verdeelhal is in het kader van de Artemetro-Roma prijs opgesierd met mozaïeken van de hand van François Morellet en Carla Accardi. De perrons zijn via roltrappen en liften verbonden met de verdeelhal. De tunnelwanden zijn afgewerkt met gebogen tegels, terwijl de perrons wanden van ruw beton hebben.      
Als er grote evenementen plaatsvinden op Piazza San Giovanni is dat station gesloten en moeten reizigers gebruik maken van Re di Roma. 